# Trichosetodes atiharin
Trichosetodes atiharin är en nattsländeart som beskrevs av Schmid 1987. Trichosetodes atiharin ingår i släktet Trichosetodes och familjen långhornssländor. Inga underarter finns listade i Catalogue of Life.